# نینیان استیون
نینیان استیون (انگلیسی: Ninian Stephen؛ زادهٔ ۱۵ ژوئن ۱۹۲۳ – درگذشته ۲۹ اکتبر ۲۰۱۷) یک سیاست‌مدار و قاضی اهل استرالیا بود و وی از ژوئیه ۱۹۸۲ تا فوریه ۱۹۸۹ فرماندار کل این کشور بود. نینیان استیون در ۲۹ اکتبر ۲۰۱۷ در سن ۹۴ سالگی درگذشت.